# Dmuchawce, latawce, wiatr
Dmuchawce, latawce, wiatr – utwór Urszuli wydany w 1983 na albumie Urszula. Podkład instrumentalny do piosenki gościnnie zagrał zespół Budka Suflera (u jego boku ówcześnie wokalistka koncertowała), który następnie umieścił go m.in. na kompilacjach Leksykon Budki Suflera i Antologia 1974-99. Utwór nagrano w lutym 1983 w studiu Polskich Nagrań w Warszawie.
Umieszczany był na wielu później wydanych kompilacjach artystki, m.in. The Best of Urszula & Budka Suflera (1989), Best of Budka Suflera & Urszula (1992), Greatest Hits of Urszula (1992), Akustycznie (1996; nagrany w wersji akustycznej i wydany w nowej aranżacji jako singel), The Best (2002) i Gwiazdy XX wieku: Urszula, największe przeboje, część 1 (2004).
Do piosenki nakręcony został teledysk zrealizowany na terenie Lotniska Lublin-Radawiec, nadawany w stacjach telewizyjnych. W 1996 nagrano reedycję teledysku, wersję koncertową. Klip do anglojęzycznej wersji pt. Slowly Waking był nagrywany w Holandii. Utwór został wydany na winylowej składance Music From Poland At Midem '84.
W filmie Och, Karol (1985, reż. Roman Załuski) Jola, koleżanka głównego bohatera grana przez Urszulę, w jednej ze scen nuci Dmuchawce.
W 2009 Ewa Farna nagrała cover utworu pod tym samym tytułem, który pojawił się na albumie Cicho.

## Skład
- Urszula Kasprzak – śpiew
- Romuald Lipko – muzyka
- Marek Dutkiewicz – autor tekstu
- Wojciech Przybylski i Jarosław Regulski – realizacja dźwięku, inżynierzy dźwięku
- Budka Suflera – nagranie dźwięku, zespół towarzyszący

## Listy przebojów
- Lista przebojów Programu Trzeciego – I miejsce (notowanie 65-66 23 lipca 1983)[13]
- Radiowa lista przebojów Programu I  – I miejsce (notowanie 68 16 lipca 1983)[14]
- Telewizyjna lista przebojów – I miejsce (notowanie sierpień/wrzesień 1983)[15]